# Jesper Johansson
Jesper Johansson (8 de agosto de 2005) es un deportista sueco que compite en tiro, en la modalidad de rifle. Ganó una medalla de bronce en el Campeonato Europeo de Tiro de 2024, en la prueba de rifle en posición tendida 50 m.

## Palmarés internacional
| Campeonato Europeo | Campeonato Europeo | Campeonato Europeo | Campeonato Europeo         |
| Año                | Lugar              | Medalla            | Prueba                     |
| ------------------ | ------------------ | ------------------ | -------------------------- |
| 2024               | Osijek (Croacia)   | Medalla de bronce  | Rifle en pos. tendida 50 m |